# 瓦田隆根
瓦田 隆根（かわらだ たかね、1890年（明治23年）10月17日 - 1968年（昭和43年）9月13日）は、大日本帝国陸軍軍人。最終階級は陸軍少将。功四級。

## 経歴・人物
佐賀県出身。1912年（明治45年）陸軍士官学校第24期卒業、陸軍歩兵少尉に任官。
1939年（昭和14年）3月に陸軍歩兵大佐・独立守備歩兵第5大隊長、同年10月に歩兵第89連隊長、1941年（昭和16年）3月に留守第3師団司令部附（名古屋帝国大学配属将校）、1943年（昭和18年）8月に南西第1守備隊長、1944年（昭和19年）3月に第12野戦補充隊長を経て、同年8月に陸軍少将に進級。
1945年（昭和20年）2月に独立混成第92旅団長（支那派遣軍、第13軍）に補任され、大同で警備に当たる最中、終戦を迎えた。
1947年（昭和22年）11月28日、公職追放仮指定を受けた。

## 栄典
- 1913年（大正2年）2月20日 - 正八位[5]